# Expo.02

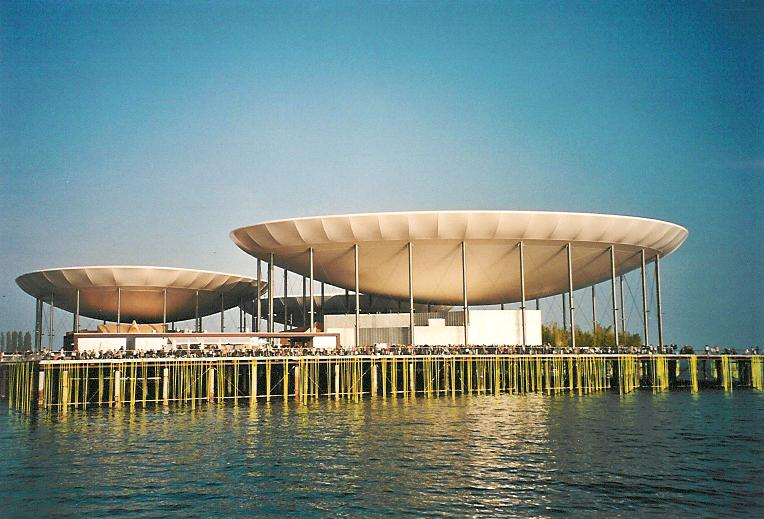
Die drei Kieselsteine auf der Arteplage Neuenburg

Ursprünglich als Expo.01 geplant, dann aber um ein Jahr verschoben, war die Expo.02 die 6. Schweizer Landesausstellung und fand vom 15. Mai bis zum 20. Oktober 2002 im Drei-Seen-Land statt. Die Ausstellung bestand hauptsächlich aus fünf «Arteplages» genannten Ausstellungsgeländen, welche an den Seeufern der Städte Biel/Bienne, Murten, Neuenburg und Yverdon-les-Bains ausschliesslich für die Dauer der Exposition errichtet wurden; die fünfte Arteplage war eine umgebaute Kiesbarke, «Arteplage mobile du Jura» genannt, die zwischen den anderen Arteplages verkehrte. Dabei vertrat jede Arteplage einen der fünf Organisations-Kantone Bern, Jura, Freiburg, Neuenburg und Waadt.
Das Wort «Arteplage» (aus franz. art Kunst und plage Strand) wurde eigens für die Expo.02 erfunden. Auf den Arteplages inszenierten Kulturschaffende und Institutionen in zahlreichen Ausstellungspavillons verschiedene Themen und präsentierten Exponate, die sich am Motto der Arteplages orientierten. Die Realisierung vieler Projekte wurde von Schweizer Unternehmen gesponsert. Zudem gab es zahlreiche künstlerische Darbietungen, Licht- und Tonshows sowie diverse Fahrgeschäfte, zudem wurden 18 Kantonstage durchgeführt, welche unter dem Thema «Mythos und Gegenwart» alte Vorurteile ab- und neue Kontakte aufbauen sollten.

## Die Arteplages

### Arteplage mobile du Jura (AMJ)
Motto: Sinn und Bewegung; Kanton: Jura
Die AMJ war ein mit Aufbauten versehenes ehemaliges Kiesschiff. Sie verkehrte zwischen den verschiedenen festen Arteplages hin und her und trug als einzige Arteplage keine konstanten Ausstellungen, sondern führte während der Fahrten Events durch, die als einzelne «Kapitel» thematisch zusammengeschlossen waren.

### Biel

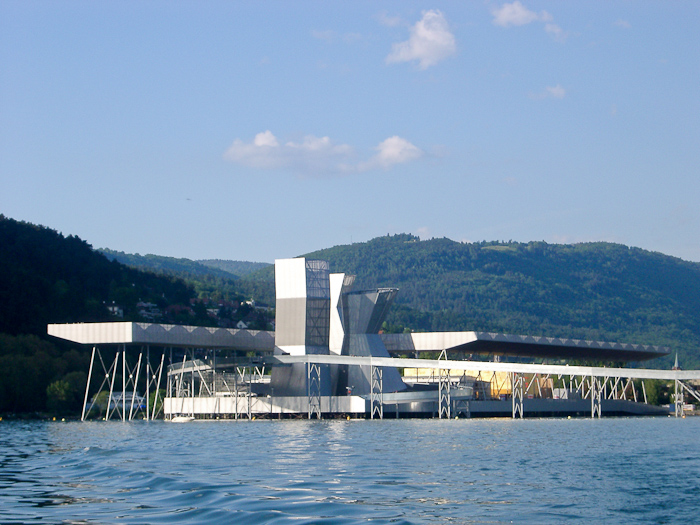
Türme und Forum auf der Arteplage Biel

Motto: Macht und Freiheit; Kanton: Bern
Die Arteplage Biel umfasste das Bieler Seebecken, das Areal des Strandbads sowie eine auf Stelzen im See erbaute Plattform, auf der drei markante, vom internationalen Architekturbüro Coop Himmelb(l)au konzipierte Türme standen. In Form einer Helix schwang sich eine Brücke von der Plattform über das Seebecken zum Ausstellungsgelände auf der gegenüberliegenden Seite.

#### Ausstellungen
- Bien travailler – Bien s’amuser
- Cyberhelvetia.ch[3]
- Empire of Silence
- Geld und Wert – Das letzte Tabu
- Grenzen (er)leben (Atelier Brückner, Stuttgart)
- Happy End[4]
- Klangturm
- Leben, Lust und Lohn
- Nouvelle DestiNation
- Strangers in Paradise
- sWiSH*
- Territoire imaginaire
- Das Zelt

### Murten

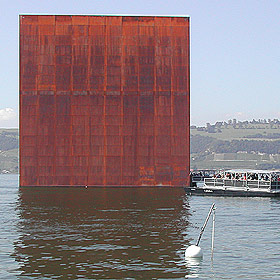
Der «Monolith» im Murtensee

Motto: Augenblick und Ewigkeit; Kanton: Freiburg
Die Ausstellungen in Murten waren in der historischen Altstadt und ihrer Umgebung verteilt. Zu den besonders eindrucksvollen Installationen zählte der temporäre «Garten der Gewalt» von Vogt Landschaftsarchitekten aus Zürich, der in intelligenter Weise das Thema globaler Gewalt in einer landschaftsarchitektonisch-künstlerischen Installation präsentierte. Die Arteplage selbst befand sich am Ufer des Murtensees. Das grösste Bauwerk war der «Monolith» des Architekten Jean Nouvel, ein begehbarer Würfel aus Stahlblech mit 34 Metern Kantenlänge, in dessen Innerem zwei grosse Panoramabilder zu sehen waren.

#### Ausstellungen
- Blindekuh (ähnlich Dialog im Dunkeln, mit Dunkel-Restaurant; im Monolith; Tage im Voraus ausgebucht)
- Der Garten der Gewalt (Ausstellung der Expo.02 zusammen mit dem Internationalen Komitee vom Roten Kreuz IKRK; Vogt Landschaftsarchitekten, Zürich)
- Expo-Agricole von Graber Pulver Architekten[5]
- Heimatfabrik
- Panorama der Schlacht bei Murten
- Panorama Schweiz Version 2.1
- Un ange passe
- Werft

### Neuenburg

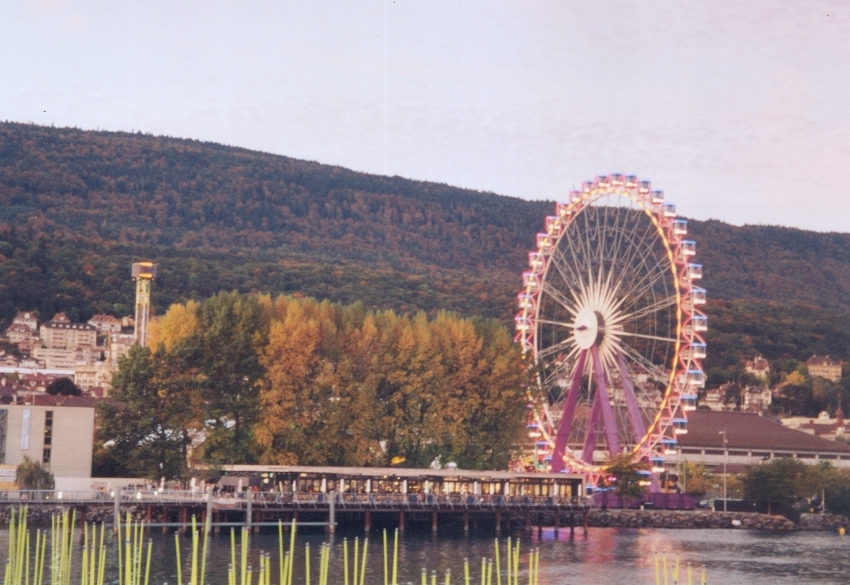
Ausstellungsgelände in Neuenburg mit dem Riesenrad

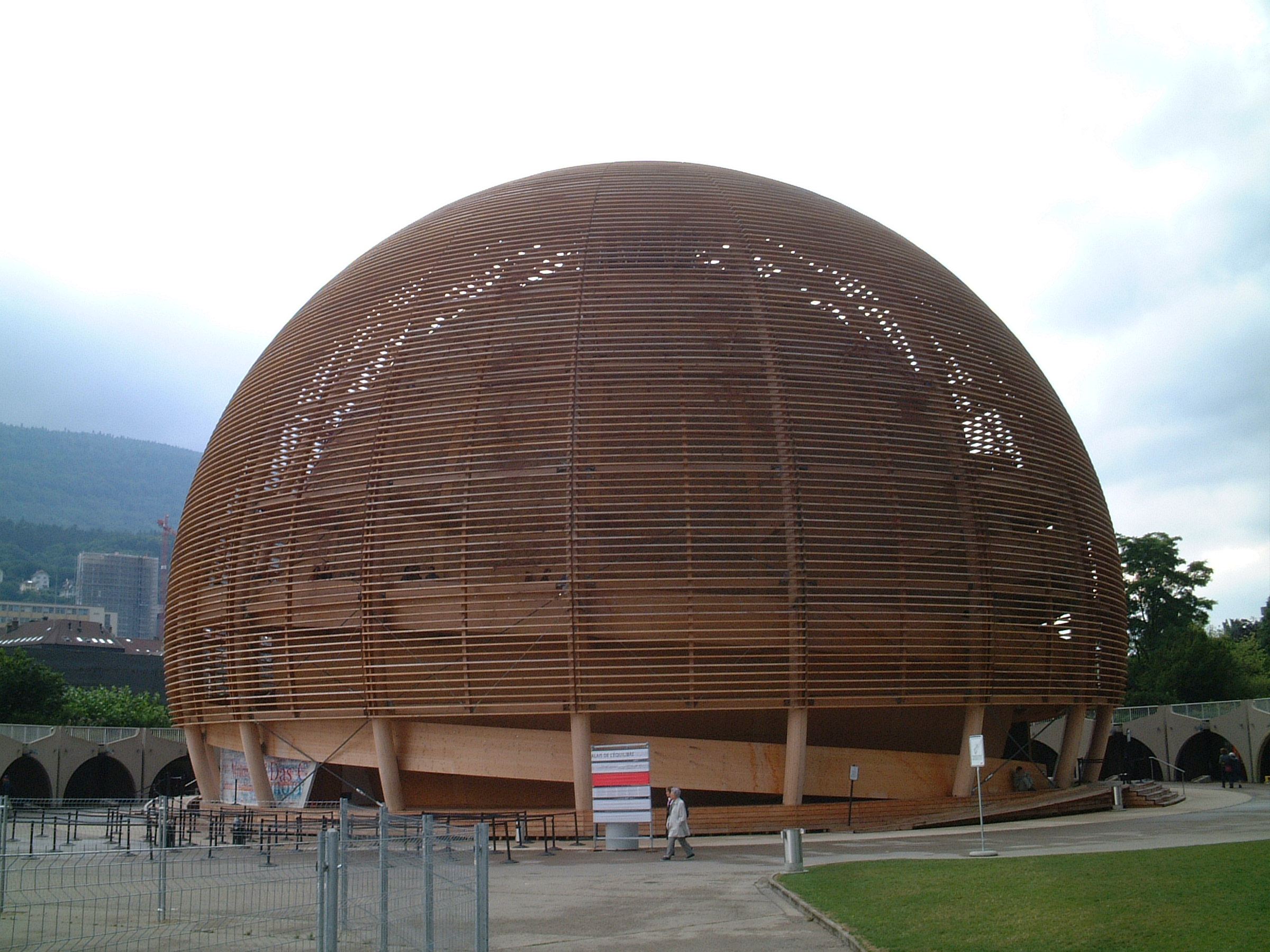
Le Palais de l’Equilibre. Das Kugelhaus wurde teilweise aus den Brettelementen des Schweizer Pavillon auf der Expo 2000 Hannover gebaut. Später wurde aus dem Palais de l’Equilibre der Globe of Science and Innovation am CERN

Motto: Natur und Künstlichkeit; Kanton: Neuenburg
Herzstück der Arteplage war die vollständig auf dem Neuenburgersee erbaute Plattform, die von drei als «Kieselsteine» bezeichneten Galets bedacht wurde, unter welchen sich die meisten Pavillons befanden. Weitere Ausstellungen wurden entlang des Ufers errichtet. Als spezieller Ausstellungsguide kam der autonome Roboter RoboX zum Einsatz.

#### Ausstellungen
- Ada – der intelligente Raum
- Aua extrema (Projekt der Ostschweizer Kantone zum Thema des Wassers)
- Beaufort 12 (Ausstellung der kantonalen Gebäudeversicherungen über Naturkatastrophen)
- Biopolis
- Le Palais de l’Equilibre
- Magie de l’Energie
- Manna
- Piazza Pinocchio
- Robotics

### Yverdon-les-Bains
Motto: Ich und das Universum; Kanton: Waadt
Wahrzeichen der Arteplage war die begehbare Wolke, eine rund 100 Meter lange und 20 Meter hohe Konstruktion, die auf Stützen im Neuenburgersee stand und auf der über 30'000 Wassertropfen versprühende Düsen eine sich mit der Windlage verändernde Wolke schufen. Das restliche Ausstellungsgelände befand sich am Seeufer.

#### Ausstellungen
- Einer von elf mobilen autonom agierenden Robotern "RoboX", welchem im Rahmen von Robotics auf der Arteplage Neuenburg begegnet werden konnte.Circuit

Einer von elf mobilen autonom agierenden Robotern "RoboX", welchem im Rahmen von Robotics auf der Arteplage Neuenburg begegnet werden konnte.

- Garten Eden – Faszination Gesundheit
- Kids.expo
- Le premier regard
- Signalschmerz
- Onoma (Installation über die Ortsnamen der Schweiz)
- Oui!
- SwissLove (interaktiver Film)
- Wer bin ich?

## Fakten zur Expo.02
Im Rahmen der Expo.02 erfuhr die Infrastruktur des Drei-Seen-Landes einige Optimierungen. So wurden für die Dauer der Ausstellung extra (während der Expo fast nicht genutzte) Parkplätze zur Verfügung gestellt, von denen zum Teil Shuttle-Busse zu den Arteplages fuhren. Verkehrstechnisches Ziel der Expo war es jedoch, die Besucher vermehrt den Zug zur Anreise benutzen zu lassen; die SBB boten aus diesem Grund spezielle Halbtax-Abonnements an.
Zwischen den Arteplages verkehrten sechs allein für diesen Anlass gebaute Schnellboote, die sogenannten Iris-Katamarane, auf dem Bieler-, Neuenburger- und Murtensee.
Zur Übernachtung wurden verschiedene neue Unterkünfte errichtet. Zum einen Modulhotels, die aus zusammengesetzten Containern bestanden, sowie Tipi-Zeltdörfer. Auf allen Arteplages boten zahlreiche Restaurants unterschiedlichste Menüs an.
Das Maskottchen der Expo.02 hiess Lili und stellte ein 7-jähriges Mädchen dar.

## Die Expo.02 in Zahlen
- Gesamtbudget: 1,45 Mia. SFr.
- Preis für Saison-Pass: 240 SFr. nach dem Vorverkauf
- Gezählte Anzahl Eintritte: 10,3 Mio.
- Besucher-Tagesrekord: 180'000 Eintritte (20. Oktober 2002)
- Anreise der Besucher: 65 % mit dem Zug, 30 % mit Privatwagen

## Geschichte der Expo.02

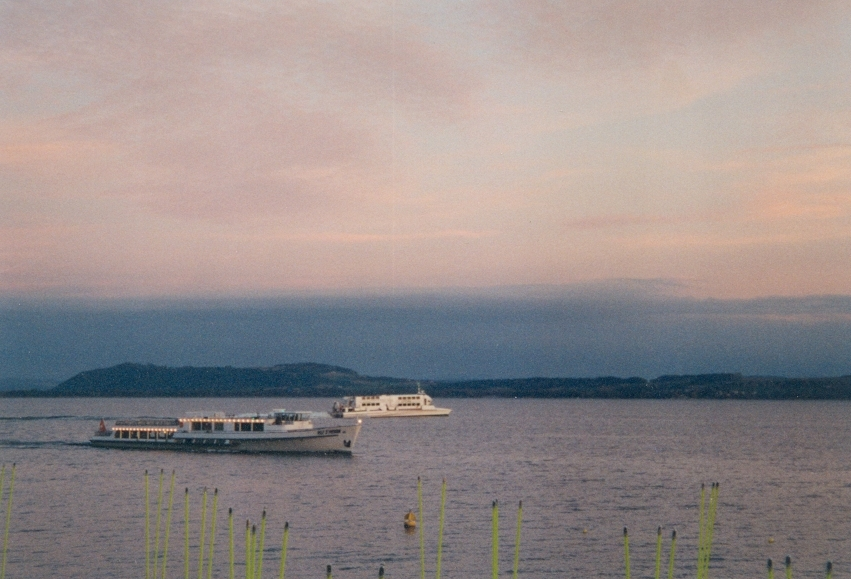
Ein Kursschiff und ein Iris-Schnellboot auf dem Neuenburgersee

1964 hegten die Organisatoren der 5. Schweizer Landesausstellung in Lausanne in deren Schlussbericht den Wunsch, eine weitere Landesausstellung möge mit der Feier des 700-jährigen Bestehens der Eidgenossenschaft 1991 zusammenfallen. Doch schliesslich wurde das Projekt CH-91 verworfen, da die nötigen Kredite nicht zugesprochen wurden.
1992 entstand die Idee einer neuen Schweizer Landesausstellung im Kanton Neuenburg, welcher daraufhin für die Organisation derselbigen kandidierte.
1994 gelang es den Organisatoren, auch die Kantone Bern, Jura, Freiburg und Waadt als Mitorganisatoren für die Ausstellung zu gewinnen, welche im Drei-Seen-Land angesiedelt wird und die vier Standorte umfasst, in denen sie später auch durchgeführt wurde.
Am 30. Januar 1995 stimmte der Bundesrat, insbesondere durch den persönlichen Einsatz von Jean-Pascal Delamuraz, dem Vorschlag einer Schweizer Landesausstellung im Drei-Seen-Land für das Jahr 2001 zu.
1996 wurde unter der strategischen Leitung von Francis Matthey eine Machbarkeitsstudie für die Expo.01 genannte Ausstellung veröffentlicht. Sie prophezeite 1,3 Milliarden Gesamtkosten und rund 10 Millionen Eintritte und wurde durch den Bundesrat beglaubigt.
Am 3. März 1997 wurde Jacqueline Fendt vom strategischen Ausschuss der Expo.01 zur Direktorin ernannt, später wurde Pipilotti Rist die künstlerische Leitung zugetragen. Im selben Jahr wurde die Finanzsituation der Landesausstellung verbessert.
1998 gab Pipilotti Rist ihren Rücktritt bekannt, die Medien übten harsche Kritik an dem Gesamtprojekt, die Umweltverbände veranlassten eine Verkleinerung der Iris-Schnellboot-Flotte.
Am 26. Januar 1999 wurde Nelly Wenger zur technischen Direktorin, Martin Heller zum künstlerischen Direktor ernannt. Es wurde bekannt, dass das Budget, besonders, was das zu niedrig ausgefallene Sponsoring betrifft, völlig überzogen wurde, als Reaktion darauf wurde Jacqueline Fendt als Direktorin abgesetzt. Der Grossindustrielle Nicolas Hayek erstellte daraufhin ein Gutachten, das die riesigen Versäumnisse im finanziellen Sektor bestätigte. Die Medien rechneten bereits mit der Auflösung der Expo.
Am 14. Oktober 1999 bestätigte der Bundesrat die Durchführung der Expo, unter der Bedingung, dass ein striktes Sanierungsprogramm durchgeführt würde, aus dessen Resultat die Expo um ein Jahr verschoben wurde. In der Folge wurde Nationalrat Franz Steinegger als Vorsitzender des Steuerungskomitees eingesetzt, und das Budget der Expo erhielt einen Zuwachs; die Sponsoring-Gelder konnten zudem auf Druck des Bundes erhöht werden.
Am 2. Februar 2000 wurde Nelly Wenger vom Steuerungskomitee als Präsidentin der Generaldirektion eingesetzt. Im selben Jahr wurde das Budget der Expo.02 weiter aufgestockt und der Umfang der Ausstellung verkleinert.
2001 fanden sich weitere Sponsoren als Ausgleich zu den abgesprungenen Telekommunikationsunternehmen und der Swissair. Obwohl der Ticketverkauf gut anlief, wurde die Direktion gezwungen, extremste Budgetkürzungen bis an den Rand des Qualitätsverlustes der Ausstellung in Kauf zu nehmen.
2002 wurde trotz äussersten Sparmassnahmen ein weiterer Bundeskredit unumgänglich, um die Liquidität der Expo.02 zu garantieren. Im März dieses Jahres wurde dieser schliesslich gewährt.
Am 14. Mai 2002 wurde die Expo.02 mit einem landesweit übertragenen Spektakel offiziell eröffnet, die Ticketvorverkäufe lagen weit über den Erwartungen.
Bei einigen Bauten wurde eine nachfolgende Weiterverwertung des Materials für konkrete Vorhaben anderswo schon mitgeplant. Zahlreiche Exponate wurden jedermann zum Kauf angeboten, tatsächlich waren am letzten Ausstellungstag viele Objekte als «verkauft» markiert, Anfragen wurden prompt beantwortet.
Am 1. Januar 2003 übernahm Marc Stucki als Verantwortlicher der Abschlussarbeiten das Gesamtprojekt. Die Rückbauarbeiten konnten im Jahr 2003 weitgehend abgeschlossen werden. Im Jahr 2004 war Marc Stucki anschliessend als Liquidator tätig. Die Rückbauphase war personell und finanziell ein Erfolg.

## Kritik
Von den Schweizer Medien, Prominenten und einem beachtlichen Teil des Volkes wurde bereits vor Eröffnung der Expo.02 Kritik an dieser ausgeübt. Der Hauptgrund lag vor allem in den enormen Mehrkosten, die das Projekt für den Bund verursachte.